# Gyula Makovetz
Gyula Makovetz (Makowetz, Makovets) (Comtat d'Arad, 29 de desembre de 1860 – Budapest, 8 d'agost de 1903) fou un periodista i jugador d'escacs jueu hongarès.
Va editar la revista d'escacs Budapesti Sakkszemle entre els anys 1889 i 1894.
Entre els seus resultats destacats en competició hi hagué un primer lloc a Graz 1890, per davant de Johann Hermann Bauer i Emanuel Lasker. Va compartir el 2n lloc amb Moritz Porges, rere Siegbert Tarrasch, a Dresden 1892 (7è DSB Congress). Va guanyar un matx contra Rudolf Charousek (3.5 : 2.5) a Budapest 1893.